# Алерголог
Лікар-алерголог

## Завдання та обов'язки
- збирає алергологічний анамнез, визначає обсяг загальних та спеціальних обстежень, алергічних проб
- застосовує сучасні методи профілактики, діагностики, лікування, реабілітації та диспансеризації хворих алергологічного профілю
- надає швидку та невідкладну медичну допомогу
- консультує хворих за направленнями лікарів інших спеціальностей, в тому числі і вдома
- застосовує лікувальне та дієтичне харчування
- здійснює нагляд за побічними реакціями/діями лікарських засобів
- здійснює експертизу працездатності, бере участь у роботі лікарсько-консультативної та медико-соціальної експертної комісій
- дотримується принципів медичної деонтології
- керує роботою середнього медичного персоналу
- планує роботу та проводить аналіз її результатів
- веде лікарську документацію
- бере активну участь у поширенні медичних знань серед населення
- постійно удосконалює свій професійний рівень

### Повинен знати
- чинне законодавство про охорону здоров'я та нормативні акти, що регламентують діяльність органів  управління і закладів охорони здоров'я, організацію алергологічної допомоги;
- основи права в медицині;
- права, обов'язки та відповідальність лікаря-алерголога;
- основи клінічної імунології та алергології;
- алергени, їх властивості, способи поширення та стандартизацію;
- профілактику, клініку, діагностику, диференційну діагностику алергічних захворювань та псевдоалергічних реакцій;
- сучасну класифікацію алергічних захворювань;
- специфічну імунотерапію та принципи неспецифічної терапії;
- дослідження в алергології;
- питання втрати працездатності;
- роботу лікарсько-консультативної та медико-соціальної експертної комісій;
- організацію диспансеризації;
- правила оформлення медичної документації;
- сучасні методи діагностики та лікування, що застосовуються в суміжних галузях;
- передові інформаційні та Інтернет технології;
- сучасну наукову літературу та науково-практичну періодику за фахом, методи її аналізу та узагальнення.

## Кваліфікаційні вимоги
Лікар-алерголог вищої кваліфікаційної категоріїповна вища освіта (спеціаліст, магістр) за напрямом підготовки «Медицина», спеціальність «Лікувальна справа». Проходження інтернатури за спеціальністю «Терапія» з наступною спеціалізацією з «Алергології». Підвищення кваліфікації (курси удосконалення, стажування, передатестаційні цикли тощо). Наявність сертифіката лікаря-спеціаліста та посвідчення про присвоєння (підтвердження) вищої кваліфікаційної категорії з цієї спеціальності. Стаж роботи за фахом понад 10 років.
Лікар-алерголог I кваліфікаційної категоріїповна вища освіта (спеціаліст, магістр) за напрямом підготовки «Медицина», спеціальністю «Лікувальна справа». Проходження інтернатури за спеціальністю «Терапія» з наступною спеціалізацією з «Алергології». Підвищення кваліфікації (курси удосконалення, стажування, передатестаційні цикли тощо). Наявність сертифіката лікаря-спеціаліста та посвідчення про присвоєння (підтвердження) I кваліфікаційної категорії з цієї спеціальності. Стаж роботи за фахом понад 7 років.
Лікар-алерголог II кваліфікаційної категоріїповна вища освіта (спеціаліст, магістр) за напрямом підготовки «Медицина», спеціальністю «Лікувальна справа». Проходження інтернатури за спеціальністю «Терапія» з наступною спеціалізацією з «Алергології». Підвищення кваліфікації (курси удосконалення, стажування, передатестаційні цикли тощо). Наявність сертифіката лікаря-спеціаліста та посвідчення про присвоєння (підтвердження) II кваліфікаційної категорії з цієї спеціальності. Стаж роботи за фахом понад 5 років.
Лікар-алергологповна вища освіта (спеціаліст, магістр) за напрямом підготовки «Медицина», спеціальністю «Лікувальна справа». Проходження інтернатури за спеціальністю «Терапія» з наступною спеціалізацією з «Алергології». Наявність сертифіката лікаря-спеціаліста. Без вимог до стажу роботи.

## Лікар-алерголог дитячий — Кваліфікаційні вимоги
Лікар-алерголог дитячий вищої кваліфікаційної категоріїповна вища освіта (спеціаліст, магістр) за напрямом підготовки «Медицина», спеціальністю «Педіатрія». Проходження інтернатури за спеціальністю «Педіатрія» та наступною спеціалізацією з «Дитячої алергології». Підвищення кваліфікації (курси удосконалення, стажування, передатестаційні цикли тощо). Наявність сертифіката лікаря-спеціаліста та посвідчення про присвоєння (підтвердження) вищої кваліфікаційної категорії з цієї спеціальності. Стаж робити за фахом понад 10 років.
Лікар-алерголог дитячий I кваліфікаційної категоріїповна вища освіта (спеціаліст, магістр) за напрямом підготовки «Медицина», спеціальністю «Педіатрія». Проходження інтернатури за спеціальністю «Педіатрія» з наступною спеціалізацією з «Дитячої алергології». Підвищення кваліфікації (курси удосконалення, стажування, передатестаційні цикли тощо). Наявність сертифіката лікаря-спеціаліста та посвідчення про присвоєння (підтвердження) I кваліфікаційної категорії з цієї спеціальності. Стаж роботи за фахом понад 7 років.
Лікар-алерголог дитячий II кваліфікаційної категоріїповна вища освіта (спеціаліст, магістр) за напрямом підготовки «Медицина», спеціальністю «Педіатрія». Проходження інтернатури за спеціальністю «Педіатрія» з наступною спеціалізацією з «Дитячої алергології». Підвищення кваліфікації (курси удосконалення, стажування, передатестаційні цикли тощо). Наявність сертифіката лікаря-спеціаліста та посвідчення про присвоєння (підтвердження) II кваліфікаційної категорії з цієї спеціальності. Стаж роботи за фахом понад 5 років.
Лікар-алерголог дитячийповна вища освіта (спеціаліст, магістр) за напрямом підготовки «Медицина», спеціальністю «Педіатрія». Проходження інтернатури за спеціальністю «Педіатрія» з наступною спеціалізацією з «Дитячої алергології». Наявність сертифіката лікаря-спеціаліста. Без вимог до стажу роботи.